# 劉浡
劉浡（1537年—1583年），字自裕，河南陳州衛人，軍籍，明朝政治人物。

## 生平
河南鄉試第六十四名舉人。嘉靖四十一年（1562年）中式壬戌科會試第二百七十九名，二甲第七十六名進士。授工部主事，公署荆州，改吏部考功，累遷文选司郎中。隆慶六年（1572年）四月升太常寺少卿、提督四夷馆，七月自陈不職，被降调外任，九月降为陕西右参议，萬曆元年（1573年）八月升陕西副使、备兵洮岷，皆不就任，疏請告歸，卒年四十七，継室鲁氏自杀殉葬。

## 家族
曾祖劉珊；祖父劉尚儒；父劉維岳，母吳氏。具庆下。兄劉漸。弟劉涵。